# Ventilago buxoides
Ventilago buxoides är en brakvedsväxtart som beskrevs av Henri Ernest Baillon. Ventilago buxoides ingår i släktet Ventilago och familjen brakvedsväxter. Inga underarter finns listade i Catalogue of Life.